# The Irregular at Magic High School/Episodenliste
Dies ist die Episodenliste des Webromans The Irregular at Magic High School.
Das Animationsstudio Madhouse adaptierte den Roman als Anime-Fernsehserie Mahōka Kōkō no Rettōsei. Regie führte Manabu Ono, während Kana Ishida das Character Design für den Anime anpasste, ergänzt von Maho Yoshikawa für die Nebenfiguren. Die erste Folge wurde am 6. April 2014 kurz nach Mitternacht (und damit am vorigen Fernsehtag) auf Tokyo MX, Tochigi TV und Gunma TV erstausgestrahlt, gefolgt mit bis zu einer Woche Verzögerung zudem von MBS, TV Saitama, Chiba TV, TV Kanagawa, TV Aichi, TVQ Kyūshū, TV Hokkaidō und AT-X.
In den USA wurde der Anime vor seiner Ausstrahlung von Aniplex USA lizenziert, die diesen über Crunchyroll als Simulcast zur japanischen Ausstrahlung mit deutschen, englischen, portugiesischen und spanischen Untertiteln in Nord- und Südamerika, im Mittleren Osten, Afrika und Europa (ausgenommen das Vereinigte Königreich, Frankreich und Belgien) streamen – im deutschsprachigen Raum und Italien jedoch nur bis drei Wochen nach Erstausstrahlung. KSM will die Serie auf fünf DVDs/Blu-rays in Deutschland 2015 veröffentlichen. Mittlerweile hat auch Netflix The Irregular at Magic High School in ihr Programm aufgenommen und zeigt den Anime dort mit deutscher Synchronisation und OmU.
Im März 2016 wurde in Band 19 die Produktion eines Animefilms bekanntgegeben.

## Episodenliste
| Folge | Titel                         | Titel                                   | Erstausstrahlung   |
| Folge | Englisch                      | Japanisch                               | Erstausstrahlung   |
| ----- | ----------------------------- | --------------------------------------- | ------------------ |
| 1     | Enrollment Chapter I          | Nyūgaku-hen I 入学編 I                  | 5. April 2014      |
| 2     | Enrollment Chapter II         | Nyūgaku-hen II 入学編 II                | 12. April 2014     |
| 3     | Enrollment Chapter III        | Nyūgaku-hen III 入学編 III              | 19. April 2014     |
| 4     | Enrollment Chapter IV         | Nyūgaku-hen IV 入学編 IV                | 26. April 2014     |
| 5     | Enrollment Chapter V          | Nyūgaku-hen V 入学編 V                  | 3. Mai 2014        |
| 6     | Enrollment Chapter VI         | Nyūgaku-hen VI 入学編 VI                | 10. Mai 2014       |
| 7     | Enrollment Chapter VII        | Nyūgaku-hen VII 入学編 VII              | 17. Mai 2014       |
| 8     | Nine Schools Competition I    | Kyūkōsen-hen I 九校戦編 I               | 24. Mai 2014       |
| 9     | Nine Schools Competition II   | Kyūkōsen-hen II 九校戦編 II             | 31. Mai 2014       |
| 10    | Nine Schools Competition III  | Kyūkōsen-hen III 九校戦編 III           | 7. Juni 2014       |
| 11    | Nine Schools Competition IV   | Kyūkōsen-hen IV 九校戦編 IV             | 14. Juni 2014      |
| 12    | Nine Schools Competition V    | Kyūkōsen-hen V 九校戦編 V               | 21. Juni 2014      |
| 13    | Nine Schools Competition VI   | Kyūkōsen-hen VI 九校戦編 VI             | 28. Juni 2014      |
| 14    | Nine Schools Competition VII  | Kyūkōsen-hen VII 九校戦編 VII           | 5. Juli 2014       |
| 15    | Nine Schools Competition VIII | Kyūkōsen-hen VIII 九校戦編 VIII         | 12. Juli 2014      |
| 16    | Nine Schools Competition IX   | Kyūkōsen-hen IX 九校戦編 IX             | 19. Juli 2014      |
| 17    | Nine Schools Competition X    | Kyūkōsen-hen X 九校戦編 X               | 26. Juli 2014      |
| 18    | Nine Schools Competition XI   | Kyūkōsen-hen XI 九校戦編 XI             | 2. August 2014     |
| 19    | Yokohama Disturbance I        | Yokohama Sōran-hen I 横浜騒乱編 I       | 9. August 2014     |
| 20    | Yokohama Disturbance II       | Yokohama Sōran-hen II 横浜騒乱編 II     | 16. August 2014    |
| 21    | Yokohama Disturbance III      | Yokohama Sōran-hen III 横浜騒乱編 III   | 23. August 2014    |
| 22    | Yokohama Disturbance IV       | Yokohama Sōran-hen IV 横浜騒乱編 IV     | 30. August 2014    |
| 23    | Yokohama Disturbance V        | Yokohama Sōran-hen V 横浜騒乱編 V       | 6. September 2014  |
| 24    | Yokohama Disturbance VI       | Yokohama Sōran-hen VI 横浜騒乱編 VI     | 13. September 2014 |
| 25    | Yokohama Disturbance VII      | Yokohama Sōran-hen VII 横浜騒乱編 VII   | 20. September 2014 |
| 26    | Yokohama Disturbance VIII     | Yokohama Sōran-hen VIII 横浜騒乱編 VIII | 27. September 2014 |